# 红柴枝
红柴枝（学名：Meliosma oldhamii）为清风藤科泡花树属下的一个种。